# 1891 Gondola
1891 Gondola је астероид главног астероидног појаса чија средња удаљеност од Сунца износи 2,705 астрономских јединица (АЈ).
Апсолутна магнитуда астероида је 12,0.